# Josep Urgellès Morell
Josep Urgellès Morell (Reus 15 d'abril de 1923 - Grècia, 10 de març de 1980) va ser comerciant i empresari.
Fill de Ramon Urgellès Grifoll, també comerciant, i de Josepa Morell Mestres, va heretar del seu pare diversos negocis, que va ampliar i en va saber crear de nous, en els sectors del transport, agroalimentaris, immobiliaris, hotelers, financers i avícoles. Segons Ramon Amigó, era considerat un home de gran fortuna i se'l coneixia amb el renom de «l'Onassis».
Va estudiar enginyeria, però va deixar la carrera per motius de salut i es va dedicar als negocis. Va crear l'empresa «Hijos de Ramon Urgellés», amb el seu germà Joan, empresa que tenia diferents línies de producció: els sabons, els destil·lats alcohòlics i l'oli. També va entrar en el sector de la fruita seca i  a més va crear la societat «Proteínas y Grasas SA (Prograsa)», que processava l'oli de soia i produïa farina. Prograsa era l'importador més gran de tot l'estat espanyol de soja dels Estats Units.
Va comprar l'empresa agroalimentària «Taisa», am la que va crear la «Compañía Reusense de Nutrición Animal (Corena)», productora de pinsos per les granges avícoles. Junt amb Anton Borràs crearia «Grexaval», una empresa d'exportació d'avellanes i ametlles. La proliferació de granges avícoles el va portar a crear la fàbrica d’incubadores «Wilcon».
Una altra empresa seva, la «Compañía Reusense de Inversiones», va permetre-li comprar la major part del capital de la societat d’autobusos «La Hispania», que s'havia creat en 1909 i molt coneguda al Baix Camp. El 1973, a través de La Hispania, va absorbir l'empresa del Carrilet de Reus-Salou (Compañía Reusense de Tranvías SA), que es va clausurar el 1975.
També va fundar la societat «Urbanida», dedicada a la construcció de naus industrials. S'associà amb Enric Fontana per dur a terme la construcció de diversos edificis d'habitatges, i va crear la constructora «Pronur». Va entrar com a accionista en la cadena d'hotels «Hesperia», i a San Lorenzo de El Escorial compra l’Hotel Felipe II amb la idea d'instal·lar-hi un casino, un projecte que finalment no es va realitzar. A Reus va ser un dels promotors de l'Hotel Gaudí.
Va ser també cofundador del Club Nàutic Salou, i va presidir el Club Natació Reus Ploms (1957-1959). Casat amb Josepa Homdedeu Vidal, va tenir sis fills. El seu fill Ramon, continua les empreses del seu pare.